# Giro di Lombardia 2018
112. edycja wyścigu kolarskiego Giro di Lombardia (oficjalnie Il Lombardia), która odbyła się 13 października 2018 roku i liczyła 241 km. Start znajdował się w Bergamo, a meta w Como. Wyścig jest częścią UCI World Tour 2018.

## Uczestnicy
W wyścigu wzięło udział 24 ekip, 18 drużyn należących do UCI WorldTeams i 6 zaproszonych zespołów z UCI Professional Continental Teams
Lista drużyn uczestniczących w wyścigu:
| Numery  | Kod | Drużyna                         |
| ------- | --- | ------------------------------- |
| 1-7     | TBM | Bahrain-Merida                  |
| 11-17   | ALM | Ag2r-La Mondiale                |
| 21-27   | ANS | Androni–Sidermec–Bottecchia     |
| 31-37   | AST | Astana Pro Team                 |
| 41-47   | BAR | Bardiani CSF                    |
| 51-57   | BMC | BMC Racing Team                 |
| 61-67   | BOH | Bora-Hansgrohe                  |
| 71-77   | GFC | Groupama-FDJ                    |
| 81-87   | ICA | Israel Cycling Academy          |
| 91-97   | LTS | Lotto Soudal                    |
| 101-107 | MTS | Mitchelton-Scott                |
| 111-117 | MOV | Movistar Team                   |
| 121-127 | NIP | Nippo–Vini Fantini–Europa Ovini |

| Numery  | Kod | Drużyna                                  |
| ------- | --- | ---------------------------------------- |
| 131-138 | QST | Quick-Step Floors                        |
| 141-148 | DDD | Dimension Data                           |
| 151-158 | EFD | EF Education First–Drapac p/b Cannondale |
| 161-168 | FST | Fortuneo–Samsic                          |
| 171-178 | KAT | Team Katusha-Alpecin                     |
| 181-188 | TLJ | Team LottoNL-Jumbo                       |
| 191-198 | SKY | Team Sky                                 |
| 201-208 | SUN | Team Sunweb                              |
| 211-218 | TFS | Trek-Segafredo                           |
| 221-228 | UAE | UAE Team Emirates                        |
| 231-238 | WIL | Wilier Triestina-Selle Italia            |

## Wyniki wyścigu
| Miejsce | Zawodnik           | Państwo       | Drużyna                                  | Czas       |
| ------- | ------------------ | ------------- | ---------------------------------------- | ---------- |
| 1.      | Thibaut Pinot      | Francja       | Groupama-FDJ                             | 5h 53' 22" |
| 2.      | Vincenzo Nibali    | Włochy        | Bahrain-Merida                           | + 32"      |
| 3.      | Dylan Teuns        | Belgia        | BMC Racing Team                          | + 43"      |
| 4.      | Rigoberto Urán     | Kolumbia      | EF Education First–Drapac p/b Cannondale | + 43"      |
| 5.      | Tim Wellens        | Belgia        | Lotto Soudal                             | + 43"      |
| 6.      | Ion Izagirre       | Hiszpania     | Bahrain-Merida                           | + 43"      |
| 7.      | Rafał Majka        | Polska        | Bora-Hansgrohe                           | + 43"      |
| 8.      | Domenico Pozzovivo | Włochy        | Bahrain-Merida                           | + 43"      |
| 9.      | Daniel Martin      | Irlandia      | UAE Team Emirates                        | + 48"      |
| 10.     | George Bennett     | Nowa Zelandia | Team LottoNL-Jumbo                       | + 1' 22"   |
|         |                    |               |                                          |            |
| DNF     | Michał Gołaś       | Polska        | Team Sky                                 | -          |
| DNF     | Paweł Poljański    | Polska        | Bora-Hansgrohe                           | -          |